# Ahekõnnu
Ahekõnnu – wieś w Estonii, prowincji Rapla, w gminie Kehtna.